# Niesamowity jeździec
Niesamowity jeździec (ang. Pale Rider) – amerykański western z 1985 roku, którego akcja rozgrywa się w okresie gorączki złota. Film nawiązuje do wcześniejszych filmów Eastwooda, przede wszystkim do filmu Mściciel (1973) oraz do wykreowanej przez Eastwooda w trzech filmach postaci „Człowiek bez Imienia” z Dolarowej trylogii.

## Obsada
- Clint Eastwood – „Kaznodzieja”
- Michael Moriarty – Hull Barret
- Carrie Snodgress – Sarah Wheeler
- Richard Dysart – Coy LaHood
- Chris Penn – Josh LaHood
- Sydney Penny – Megan Wheeler
- John Russell – szeryf Stockburn
- Richard Kiel – „Club”
- Doug McGrath – „Spider” Conway
- Chuck Lafont – Eddie Conway
- Billy Drago – zastępca Mather
- Jeffrey Weissman – Teddy Conway
- Charles Hallahan – McGill
- Marvin J. McIntyre – Jagou
- Frances Ryan – Ma Blankenship
- Richard Hamilton – Pa Blankenship
- Terrence Evans – Jake Henderson

## Fabuła
Osadnicy poszukujący złota w rzece prześladowani są przez bezwzględnego potentata Coya LaHooda, wydobywającego złoto na dużą skalę. Na pomoc osadnikom przybywa wędrowny kaznodzieja, dawniej rewolwerowiec. Dzięki jego wsparciu osadnicy decydują o pozostaniu nad rzeką mimo gróźb LaHooda, który wynajmuje szeryfa Stockburna z sześcioma zastępcami.

## Nawiązania biblijne
Tytuł filmu nawiązuje do czwartego jeźdźca Apokalipsy, jadącego na siwym koniu (Ap 6,7-8). Jeździec przybywa jako rezultat modlitwy 15-letniej Megan, w której cytuje Psalm 23. Główny przeciwnik jeźdźca nazywa się Stockburn, którego imię nawiązuje do piekła. Po tym jak pokonał przedstawiciela złych – olbrzyma Cluba – jednym uderzeniem młota, kaznodzieja wypowiada: „well, the Lord does certainly work in mysterious ways” (Bóg działa w tajemniczy sposób). Na pokusę służby w mieście kaznodzieja odpowiada: „Nie można służyć Bogu i mamonie”. Sam Eastwood przyznał, że film zawiera wielką liczbę biblijnych paralel. Robert Jewett uznał, że Pale Rider jest polemiką z Pawłową tezą, iż pomstę należy zostawić Bogu (Rz 12,19-21). Pale rider jest wyrazicielem Bożej pomsty.